# Аткинсон, Рон
Ро́нальд Фра́нклин А́ткинсон (англ. Ronald Franklin Atkinson; родился 18 марта 1939 года в Ливерпуле, Англия), известный также как Большой Рон (англ. Big Ron) и (в начале своей тренерской карьеры) Боджанглз (англ. Bojangles) — английский футболист и футбольный тренер. В последние годы он стал одним из самых известных телевизионных комментаторов-экспертов в Англии. Известен своими характерными оборотами речи — его высказывания называют "Биг-Ронизмами " (Big-Ronisms) или «Ронглишами» (Ronglish) — а также расистскими высказываниями в прямом эфире.

## Футбольная карьера
Рон Аткинсон родился в Ливерпуле, но почти сразу после рождения его семья переехала в Бирмингем. В качестве игрока Аткинсон не смог добиться выдающихся успехов. В 17-летнем возрасте перешёл в «Астон Виллу», но так и не смог пробиться в основной состав команды. В 1959 году в качестве свободного агента перешёл в «Оксфорд Юнайтед», где играл вместе со своим младшим братом, Грэмом. Он провёл более 500 матчей за клуб, выступая на позиции крайнего хавбека, и забил 14 голов. За свои выступления он получил прозвище «Танк». Он был капитаном «Оксфорда», когда клуб поднялся из Южной лиги во Второй дивизион, всего за шесть лет, с 1962 по 1968 год. Он также стал первым в английском футболе капитаном команды, с которым клуб вышел из Южной лиги через три дивизиона в Футбольную лигу.

## Тренерская карьера

### «Кеттеринг Таун» и «Кембридж Юнайтед»
Завершив карьеру футболиста в 1971 году, 32-летний Аткинсон стал тренером клуба «Кеттеринг Таун», не входившего в Футбольную лигу. Он хорошо проявил себя в роли тренера, и в итоге получил приглашение возглавить клуб из Футбольной лиги «Кембридж Юнайтед», с которым в 1977 году выиграл Четвёртый дивизион. В следующем году он покинул клуб, который имел хорошие шансы на выход во Второй дивизион.

### «Вест Бромвич Альбион»
В начале 1978 года Аткинсон возглавил клуб Первого дивизиона «Вест Бромвич Альбион». Вскоре он подписал чернокожего Брендона Бэтсона из «Кембриджа», который присоединился к паре чернокожих футболистов, Лори Каннингему и Сириллу Риджису. До этого ни в одной команде из высшего дивизиона английского футбола не играло одновременно трое чернокожих игроков. Трио чернокожих футболистов поколебало устоявшиеся расистские традиции в английском футболе. После этого появилось новое поколение игроков с тёмным цветом кожи, которые стали активно выступать за ведущие клубы, хотя раньше они подвергались расовой дискриминации.
В сезоне 1978/79 «Вест Бромвич» занял третье место в чемпионате, а также добрался до четвертьфиналов Кубка УЕФА. 30 декабря 1978 года «дрозды» одержали знаменитую победу над «Манчестер Юнайтед» со счётом 5:3 в матче на «Олд Траффорд». В этом сезоне клуб занял второе место в чемпионате, уступив чемпионство «Ливерпулю» по разнице мячей. В 1981 году клуб финишировал на четвёртом месте, и вскоре после этого Аткинсон был назначен главным тренером «Манчестер Юнайтед», заменив уволенного Дейва Секстона.

### «Манчестер Юнайтед»
Аткинсон был ярким, харизматичным тренером, выделяясь на фоне предыдущего тренера «Юнайтед», Дейва Секстона (под руководством которого клуб занял второе место в чемпионате в 1980 году, но не выиграл ни одного серьёзного трофея с 1977 года).
Аткинсон руководил командой на протяжении пяти полных сезонов. В сезоне 1981/82 «Юнайтед» финишировал на третьем месте в Первом дивизионе, дающем путёвку в Кубок УЕФА. В сезоне 1982/83 «Юнайтед» выиграл Кубок Англии, победив в финальном матче «Брайтон энд Хоув Альбион» (первый матч завершился вничью 2:2, переигровку выиграл «Юнайтед» 4:0) и вновь занял третье место в чемпионате. В сезоне 1983/84 «Манчестер Юнайтед» добрался до полуфинала Кубка обладателей кубков, а в чемпионате занял четвёртое место, хотя в Кубке Англии сенсационно проиграл «Борнмуту», клубу из Третьего дивизиона, со счётом 2:0. В сезоне 1984/85 «Юнайтед» вновь выиграл Кубок Англии, обыграв в финальном матче «Эвертон» со счётом 1:0. Однако клубу не удалось побороться за Кубок обладателей кубков в следующем сезоне, так как в финале Кубка европейских чемпионов этого года произошла Эйзельская трагедия, из-за которой все английские клубы были дисквалифицированы из европейских турниров на неопределённое время (в итоге дисквалификация продлилась пять лет).
В сезоне 1985/86 «Юнайтед» выиграл 10 стартовых матчей чемпионата и закрепил комфортное лидерство в турнирной таблице. Однако затем клуб начал терять форму и по итогам сезона вновь финишировал на четвёртом месте.
Аткинсон потратил на трансферы игроков более 8 млн фунтов. Наиболее дорогими приобретениями клуба стали Брайан Робсон, Гордон Стракан и Йеспер Ольсен. Кроме того, Аткинсон привлекал в команду молодых игроков: Нормана Уайтсайда, Марка Хьюза и Пола Макграта.
Он компенсировал более 6 млн фунтов, продав из команды таких игроков как Рэй Уилкинс и Марк Хьюз. Сезон 1986/87 начался для команды крайне неудачно, и в ноябре 1986 года, когда «Юнайтед» находился на четвёртом с конца месте турнирной таблицы, Аткинсон был уволен.

## Достижения в качестве игрока
«Оксфорд Юнайтед»
- Серебряный медалист Премьер-дивизиона Южной лиги: 1959/60
- Чемпион Премьер-дивизиона Южной лиги (2): 1960/61, 1961/62
- Бронзовый медалист Четвёртого дивизиона : 1964/65
- Чемпион Третьего дивизиона: 1967/68

## Достижения в качестве тренера
«Кеттеринг Таун»
- Чемпион Первый северный дивизион Южной футбольной лиги: 1971/72
- Чемпион Премьер-дивизиона Южной лиги: 1972/73
- Обладатель Большого кубка Нортгемптоншира: 1972/73

 «Кембридж Юнайтед»
- Чемпион Четвёртого дивизиона: 1976/77
- Серебряный медалист Третьего дивизиона: 1977/78

 «Манчестер Юнайтед»
- Обладатель Суперкубка Англии: 1983
- Обладатель Кубка Англии (2): 1983, 1985

 «Вест Бромвич Альбион»
- Обладатель Большого кубка Бирмингема: 1988

 «Шеффилд Уэнсдей»
- Облатадатель Кубка «Рамбелоус»: 1990/91

 «Астон Вилла»
- Обладатель Кубка «Кока-колы»: 1993/94

## Тренерская статистика
| Клуб                 | Страна       | Начало работы   | Завершение работы | Показатели | Показатели | Показатели | Показатели | Показатели |
| Клуб                 | Страна       | Начало работы   | Завершение работы | М          | В          | П          | Н          | % побед    |
| -------------------- | ------------ | --------------- | ----------------- | ---------- | ---------- | ---------- | ---------- | ---------- |
| Кеттеринг Таун       | Флаг Англии  | 1971            | 1974              |            |            |            |            |            |
| Кембридж Юнайтед     | Флаг Англии  | ноябрь 1974     | январь 1978       | 146        | 68         | 36         | 42         | 46,58      |
| Вест Бромвич Альбион | Флаг Англии  | январь 1978     | июнь 1981         | 159        | 70         | 36         | 53         | 44,03      |
| Манчестер Юнайтед    | Флаг Англии  | июнь 1981       | ноябрь 1986       | 292        | 146        | 67         | 79         | 50         |
| Вест Бромвич Альбион | Флаг Англии  | сентябрь 1987   | октябрь 1988      | 53         | 15         | 23         | 15         | 28,3       |
| Атлетико Мадрид      | Флаг Испании | 23 октября 1988 | 16 января 1989    | 12         | 6          | 3          | 3          | 50         |
| Шеффилд Уэнсдей      | Флаг Англии  | февраль 1989    | июнь 1991         | 118        | 49         | 34         | 35         | 41,53      |
| Астон Вилла          | Флаг Англии  | июль 1991       | ноябрь 1994       | 178        | 77         | 56         | 45         | 43,26      |
| Ковентри Сити        | Флаг Англии  | февраль 1995    | ноябрь 1996       | 74         | 19         | 28         | 27         | 25,68      |
| Шеффилд Уэнсдей      | Флаг Англии  | ноябрь 1997     | май 1998          | 27         | 9          | 11         | 7          | 33,33      |
| Ноттингем Форест     | Флаг Англии  | январь 1999     | май 1999          | 16         | 4          | 10         | 2          | 25         |
| Питерборо Юнайтед    | Флаг Англии  | апрель 2006     | май 2006          | 3          | 1          | 2          | 0          | 33,33      |